# AirPlay
AirPlay (voorheen AirTunes toen het alleen nog maar muziek ondersteunde) is een functie van Apple Inc. die was aangekondigd op 1 september en uitgerold in juni 2018 met de IOS 11.4 update. Airplay streamt audiovisuele data via Wi-Fi Direct naar een Apple TV of AirPort Express van een computer met iTunes of vanaf een iPhone, iPod touch en iPad.